# 플라스미돔
플라스미돔(plasmidome)은 환경에 플라스미드가 존재하는 것을 일컫는다. 이 용어는 두 영어 단어 플라스미드(Plasmid)와 킹덤(Kingdom)의 합성어이다. 생물학적 연구에서 플라스미돔(plasmidome)은 환경에서 채취한 샘플을 배양을 통해 미생물을 분리 배용하고, 그 미생물이 가진 플라스미드에 대해 차세대 시퀀싱 기술(NGS)을 통해 메타게놈 조사분리를 하여, 환경에 속한 플라스미드에 대해 발견하고 특성을 밝히는 것이다.

## 같이 보기
- 플라스미드

1. ↑  Walker, Alan (2012). “Welcome to the plasmidome”. 《Nature Reviews Microbiology》 10 (6): 379. doi:10.1038/nrmicro2804. PMID 22580363.
2. ↑  Brown Kav, Aya;  외. (2012). “Insights into the bovine rumen plasmidome”. 《Proceedings of the National Academy of Sciences》 109 (14): 5452–5457. Bibcode:2012PNAS..109.5452K. doi:10.1073/pnas.1116410109. PMC 3325734. PMID 22431592.